# Vítor Macedo Pinto
Vítor José de Deus de Macedo Pinto (Sendim, Tabuaço, 13 de novembro de 1869 — Tabuaço, 30 de dezembro de 1956) foi um médico e grande proprietário agrícola que exerceu importantes funções políticas, entre as quais presidente da Câmara Municipal de Tabuaço (1902-1910), vice-presidente da Câmara Municipal do Porto (1919), deputado (1911-1915 e 1919-1920), presidente da Câmara dos Deputados e Ministro da Marinha do 20.º governo republicano, em funções de 3 de abril a 29 de junho de 1919, e, novamente, do 32.º governo republicano, em funções de 19 a 21 de outubro de 1921. Foi um dos mais ativos membros do chamado «Movimento dos Paladinos» na defesa das questões vitivinícolas na região do Douro.

## Biografia
Vítor Macedo Pinto nasceu na freguesia de Sendim, concelho de Tabuaço, filho de Joaquim Ferreira de Macedo Pinto, grande proprietário e viticultor, e de Helena de Jesus. Foi sobrinho paterno de António Ferreira de Macedo Pinto, o 1.° visconde de Macedo Pinto, e de José Ferreira de Macedo Pinto, deputado e docente da Faculdade de Medicina da Universidade de Coimbra.
Após estudos preparatórios em Lamego, que concluiu em 1888, inscreveu-se no curso de Filosofia da Universidade de Coimbra, que frequentou entre 1888 e 1891, ao tempo requisito para ingresso no curso de Medicina. Em 1891 matriculou-se no curso de Medicina daquela Universidade, que viria a concluir em 1897. Durante o período em que foi estudante em Coimbra, onde conviveu com António José de Almeida, aderiu aos ideais republicanos, tendo participado na conspiração que conduziu à Revolta de 31 de janeiro de 1891.
Ainda durante a Monarquia Constitucional Portuguesa foi eleito presidente da Câmara Municipal de Tabuaço, cargo que com uma interrução em 1907-1908, exerceu entre 1902 e 1911. A interrupção ocorreu quando em 1907, durante a governação de João Franco em ditadura (isto é com o parlamento dissolvido), o governo nomeou uma comissão administrativa para o município. Contudo, logo no ano seguinte, o governo da acalmação presidido por Francisco Ferreira do Amaral, reestabeleceu o executivo camarário deposto, o que permitiu a Vítor Macedo Pinto recuperar o cargo de presidente.
Nestas funções, em 1904 foi um dos sócios fundadores do Sindicato Agrícola de Tabuaço, uma estrutura de carácter coopertivo destinada a valorizar a vitivinicultura da região, e, em 1908, promoveu a criação da Associação dos Bombeiros Voluntários de Tabuaço, instituição onde funcionava uma aula noturna para os sócios da corporação, de que Vítor Macedo Pinto foi professor. Mantendo a sua militância republicana, a partir de janeiro de 1910 tornou-se diretor político do jornal O Taboacense (1907-1911), periódico republicano do concelho de Tabuaço. Foi também um defensor empenhado da viticultura duriense e a partir de 1906 foi nomeado para diversas comissões oficiais de estudo da questão vitícola. também foi um dos promototres do movimento de fundação de sindicatos agrícolas, como então se designavam as cooperativas, na região duriense. Neste período ocupou cargos de destaque, entre os quais em 1907 vogal da Comissão de Viticultura da Região Duriense (CVRD) em representação do concelho de Tabuaço, nomeado por decreto governamental, e em 1909 por eleição. Em 1909 foi escolhido pela CVRD para o cargo de vogal da Comissão Agrícola e Comercial dos Vinhos do Douro. Integrou, com Júlio Vasques, a comissão nomeada por portaria de 25 de janeiro de 1906, a qual tinha por objeto o estudo das causas da crise duriense e propor medidas para a solucionar.
Na preparação da revolução de 5 de outubro de 1910, integrou a Junta Revolucionária de Trás-os-Montes e Beira e o Núcleo Revolucionário de Chaves, tendo recebido credenciais do diretório para fazer a organização política do Norte do distrito de Viseu. Aquando da revolução, a sua ação foi determinante na proclamação, a 7 de outubro de 1910, da República em Tabuaço. Quando em novembro de 1910 foi criado um centro republicano em Tabuaço, foi-lhe dado o nome de «Centro Republicano Dr. Vítor Macedo Pinto», o que mostra o prestígio de que gozava.
Após a implantação do regime republicano, Vítor Macedo Pinto foi escolhido para presidir à Comissão Municipal de Tabuaço e para assumir as funções de administrador do concelho. Nessas funções passou a dirigir as organizações administrativas locais, permitindo a estruturação das juntas de paróquia republicanas. Em 1911 foi também eleito presidente da Comissão Distrital Duriense e nestas funções, promoveu a criação do círculo escolar de Tabuaço, abrangendo os concelhos de Armamar, Penedono, Pesqueira e Tabuaço. Em 1910, integrou, juntamente com Antão de Carvalho, uma comissão ad hoc para obter o perdão das contribuições prediais em dívida, conseguindo do Governo Provisório da República a anulação das contribuições prediais e rústicas até ao ano de 1911 por decreto de 3 de janeiro de 1911. Por esse facto, foi alvo de homenagens públicas em Tabuaço.
Apesar de se ter apresentado como candidato republicano a deputado durante os últimos anos da Monarquia, concorrendo pelo círculo de Armamar na eleição suplementar de 1897 e por Lamego nas eleições de abril de 1908 de agosto de 1910, nunca conseguiu ser eleito. Contudo, na primeira eleição geral após a implantação da República, as eleições de 28 de maio de 1911 para formação da Assembleia Constituinte do novo regime, foi escolhido para deputado por Moimenta da Beira. Em 1911 foi nomeado pelo Governo Provisório da República para integrar como vogal a CVRD, sendo depois eleito por esta, presidente da sua Comissão Executiva. Manteve-se durante vários anos neste cargo, tendo tido importante ação na defesa da marca regional.
Com a fragmentação do Partido Republicano Português, em 1912 aderiu ao Partido Republicano Evolucionista, no qual teve papel destacado como membro da comissão dirigente e presidente da comissão municipal daquele partido na cidade do Porto em 1918-1919. Por sua iniciativa, surgiu, em 1913, a comissão municipal do Partido Evolucionista de Tabuaço. Já como militante evolucionista e na vigência da Constituição Portuguesa de 1911, foi eleito presidente da Câmara dos Deputados do Congresso da República, cargo que exerceu de 2 de dezembro de 1912 a 13 de janeiro de 1913.
A sua ação no parlamento esteve sempre ligada às questões vitivinícolas, tendo sido um dos paladinos do movimento duriense de defesa da marca vinho do Porto, continunado o trabalho que vinha fazendo desde a década de 1890, já que fora, por diversas vezes, presidente da Comissão de Defesa do Douro e integrara o Movimento dos Paladinos do Douro. Teve particular importância o seu papel na defesa dos interesses vinículoas portugueses após o tratado luso-britânico de 1914 e no aperfeiçoamento da legislação reguladora do setor de vinho do Porto. 
Em 1915 foi presidente da CVRD e aquando das eleições para aquele organismo, em 1917, foi considerado uma boa opção para presidente. Em 1918 foi afastado da Comissão de Viticultura da Região do Douro pelo sidonismo, devido à sua condição de republicano evolucionista, mas regressou em 1919, tendo-se mantido como vogal da CVRD até 1924.
A sua influência e ação foram importantes na derrota da Monarquia do Norte, integrando o comité civil que, em conjunto com um comité militar, restaurou a República no Porto a 13 de fevereiro de 1919. Após a vitória republicana foi homenageado pelos evolucionistas e democráticos do Porto, com a presença do governador civil do distrito. Na sequência da vitória liberal integrou a vereação da Câmara Municipal do Porto, acumulando os pelouros da vice-presidência, limpeza e higiene e delegado junto da comissão de assistência.
Após a vitória republicana sobre a Monarquia do Norte, foi Ministro da Marinha do 20.º governo republicano, presidido por Domingos Pereira, em funções de 3 de abril a 29 de junho de 1919. Foi novamente eleito deputado em maio de 1919, pelo Porto. A partir de dezembro de 1919, deixou de comparecer às sessões, acabando por renunciar ao cargo em junho de 1920. Entretanto, em outubro de 1919, o Partido Evolucionista fora extinto, dando origem ao Partido Republicano Liberal. Ideologicamente mais à esquerda, Vítor Macedo Pinto, como outros evolucionistas mais radicais, não aderiu ao novo partido, integrando o Partido Republicano Popular, do qual em maio de 1920 foi eleito presidente da Junta Distrital do Porto.
Voltou a integrar o governo, novamente nas funções de Ministro da Marinha, após os incidentes da noite sangrenta e do outubrismo, fazendo parte do efémero 32.º governo republicano, presidido por Manuel Maria Coelho, em funções de 19 a 21 de outubro de 1921. Na sequência destas acontecimentos, aderiu ao Partido Republicano Radical, estando entre os seus fundadores.
Após o golpe de 28 de maio de 1926, face à demissão de Antão de Carvalho de presidente da CVRD, foi convidado para o cargo, mas não aceitou. Apesar de afastada da política ativa pela nova conjuntura política nacional, manteve-se contudo nas Comissões de Defesa do Douro. Em 1928, integrou a Junta de Defesa do Douro, da qual já fizera parte anteriormente, juntamente com Antão de Carvalho, Júlio Vasques e Torcato de Magalhães. Em 1931, foi também membro da Comissão de Defesa dos Interesses do Douro. Como proprietário da Quinta do Hospital e Quinta do Espinho, em Tabuaço, continuou a tomar parte ativa nos comícios e reuniões sobre as questões da vitivinicultura duriense. Nesse ano foi convidado pelo Sindicato Agrícola de Favaios a colaborar na elaboração do Estatuto do Douro.
Após a criação em 1932 da Casa do Douro, retirou-se da intervenção política e cívica ativa, dedicando-se à sua vida profissional como médico e viticultor. Exerceu o cargo de diretor clínico das Caldas de Aregos até 1947, num total de 32 anos consecutivos. Dedicou-se à hidrologia médica vindo a publicar vários artigos sobre os benefícios e doenças tratáveis nas Caldas de Aregos e as vantagens da balneoterapia sulfurosa no tratamento da sífilis.
Foi iniciado na Maçonaria em 1905 na loja Portugal, de Coimbra, mas terá abandonado no mesmo ano. Colaborou na imprensa regional, maioritariamente com artigos de temática política e económica. Destacam-se os artigos publicados no jornal O Primeiro de Janeiro sobre as questões durienses.